# Willem Kieft

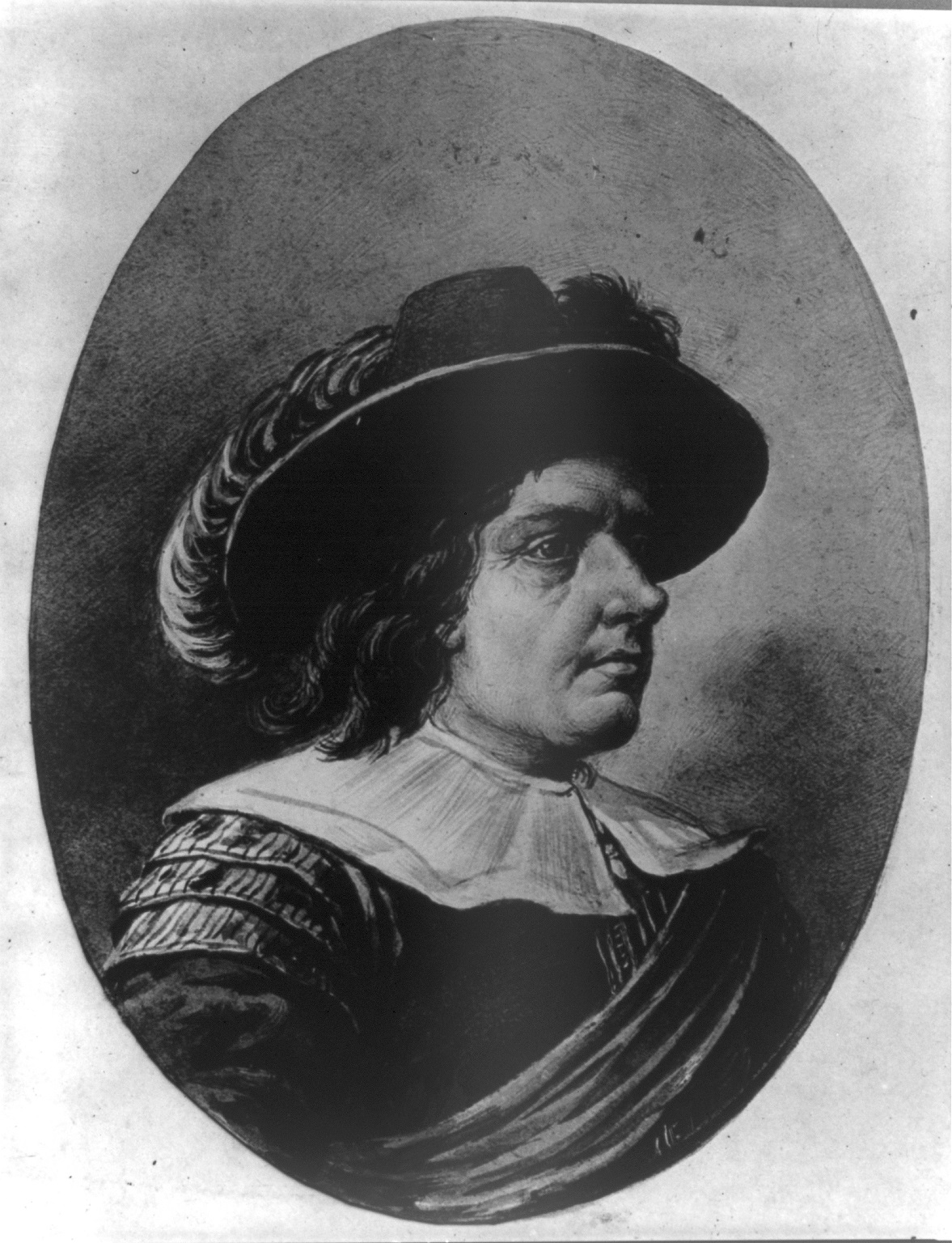
Willem Kieft

Willem Kieft (* September 1597 in Amsterdam; † September 1647 vor der Küste von Wales) war ein niederländischer Kaufmann und der fünfte Generaldirektor der Kolonie Nieuw Nederland in Nordamerika. Er ist eine der umstrittensten Personen in der Geschichte der niederländischen Kolonie.

## Leben und Wirken
Willem Kieft wurde im September 1597 in Amsterdam geboren. Er arbeitete als Kaufmann für die Niederländische Westindien-Kompanie, kurz WIC, die ihn am 28. März 1637 im Alter von vierzig Jahren zum Generaldirektor in Nieuw Nederland ernannte. Er kam als Nachfolger von Wouter van Twiller, den die WIC nicht für fähig genug hielt, die anstehenden Probleme in der Kolonie zu lösen.

### In Nieuw Nederland
Ende März 1638 kam Kieft, ein harter und moralistischer Mann, als neuer Generaldirektor nach Nieuw Amsterdam. Offiziell war er nur der Generaldirektor einer Firma, jedoch war er mit Befugnissen ausgestattet, die denen eines Gouverneurs der Kolonie entsprachen. Er hatte Instruktionen, die Disziplin, Ordnung und Moral in der jungen Kolonie wiederherzustellen und mehr Profit zu erwirtschaften.
Eine von Kiefts ersten Amtshandlungen war die Einsetzung eines zwölfköpfigen Rates für Nieuw Nederland, doch er ignorierte später dessen Entscheidungen. Im folgenden Jahr gab die WIC ihr Pelzhandels-Monopol auf, und damit war es jedem holländischen Kolonisten erlaubt, am Handel teilzunehmen. Dieser Anreiz hatte zur Folge, dass die holländische Immigration nach Nieuw Nederland sprunghaft anstieg. Immer mehr Indianerland wurde beansprucht, was zwangsläufig zu Spannungen mit den betroffenen Indianerstämmen führte.
1639 beschloss Kieft, den Indianern in der Umgebung Nieuw Amsterdams eine Steuer in Form von Biberfellen, Mais und Wampum aufzuerlegen. Im Gegenzug wollte er ihnen Schutz vor feindlichen Stämmen gewährleisten. Die Indianer weigerten sich jedoch, diese Steuer zu bezahlen. Kieft schickte eine bewaffnete Truppe in die Tappan-Dörfer, um die Steuern einzutreiben. Die Tappan waren bisher friedfertig gewesen, doch diese Behandlung durch die Holländer wollten sie nicht hinnehmen. Im Juli 1640 verschwanden einige Schweine von der De-Vries-Plantage, und sofort wurden die Indianer als Täter verdächtigt; später stellte sich allerdings heraus, dass die Schuldigen Holländer waren. Kieft demonstrierte militärische Stärke und schickte im September 100 Soldaten zur Bestrafung des Stammes nach Staten Island. Mehrere Indianer wurden getötet, ein Sachem als Geisel genommen und die Leiche eines weiteren Häuptlings verstümmelt. Damit kam es zum ersten Krieg zwischen Holländern und Indianern, der als Schweinekrieg in die Geschichte einging.

### Pavonia-Massaker
Im Februar 1643 flohen einige hundert Wiechquaeskeck vor den angreifenden Mahican und suchten Zuflucht in Pavonia, heute Jersey City. Die Wiechquaeskeck hatten zuvor eine 80-köpfige Strafexpedition der Niederländer vernichtet, und diese sahen jetzt eine Gelegenheit zur Revanche. Am 25. Februar 1643 überfielen sie das Indianerdorf im Morgengrauen, töteten alle 120 Wiechquaeskeck und sollen anschließend in Fort Amsterdam mit deren Köpfen Fußball gespielt haben. Die Aktion ging als Pavonia-Massaker in die Geschichte ein. Die Historiker konnten bis jetzt nicht klären, ob der Angriff wirklich von Kiefts Initiative ausging, aber alle zeitgenössischen Quellen berichten, dass er seine Soldaten für die Aktion lobte und auszeichnete.

### Wappinger-Krieg
Als die benachbarten Stämme von dem Massaker in Pavonia erfuhren, vereinigten sich die Wappinger-Stämme und überfielen einsame Farmen der Holländer. Damit brach der Wappinger-Krieg, auch Gouverneur-Kiefts-Krieg oder Kieft's War genannt, aus. Kieft machte sich die Metoac auf Long Island ebenfalls zu Feinden, als er dort Mais beschlagnahmen ließ und dabei drei Canarsee-Krieger getötet wurden. Der Krieg weitete sich immer mehr aus, und die Wappinger-Konföderation bestand schließlich aus zwanzig kleinen Stämmen, die 1.500 Krieger aufbieten konnten. Kieft hatte dagegen nur 250 Soldaten, und die Lage wurde zusehends kritisch für die Niederländer. Kieft bot deshalb den englischen Kolonisten in Connecticut 25.000 Gulden für die Niederschlagung des Aufstands an. Der aus dem Pequot-Krieg erfahrene Captain John Underhill griff daraufhin mit zwei Kompanien, bestehend aus 120 Freiwilligen und Mohegan-Scouts, zu Beginn des Jahres 1644 in die Kämpfe ein. Damit wendete sich das Blatt, die Wappinger erlitten eine schwere Niederlage und hatten am Ende 1.600 tote Stammesmitglieder zu beklagen. Obwohl heute nur wenig darüber bekannt ist, war der Wappinger-Krieg einer der blutigsten und grausamsten Ausrottungskriege gegen die Indianer.

### Entlassung und Tod
Kieft hatte sich durch seine Amtsführung nicht nur die Indianer, sondern auch viele Kolonisten zu Feinden gemacht. Zu seinen einflussreichsten Gegnern zählten Jochem Kuyter und Cornelis Melijn, zwei niederländische Grundbesitzer nördlich von Manhattan und auf Staten Island, und Reverend Everhardus Bogardus in Nieuw Amsterdam. Als die WIC in den Niederlanden von Kiefts Politik und den Massakern Kenntnis erhielt, wurde er schließlich 1647 abgelöst und Petrus Stuyvesant zu seinem Nachfolger bestimmt. Kieft und seine Gegner erwartete in Amsterdam ein Gerichtsprozess. Im August 1647 bestiegen sie die Princess Amalia, die im September vor der Küste von Wales sank. Kuyter und Melijn überlebten, Kieft jedoch fand den Tod. Mit dem Schiff gingen auch sämtliche Dokumente und Papiere für den Prozess verloren. Damit ist bis heute ungeklärt, ob die gegen ihn erhobenen Vorwürfe gerechtfertigt waren.